# Ulica Bzowa we Wrocławiu

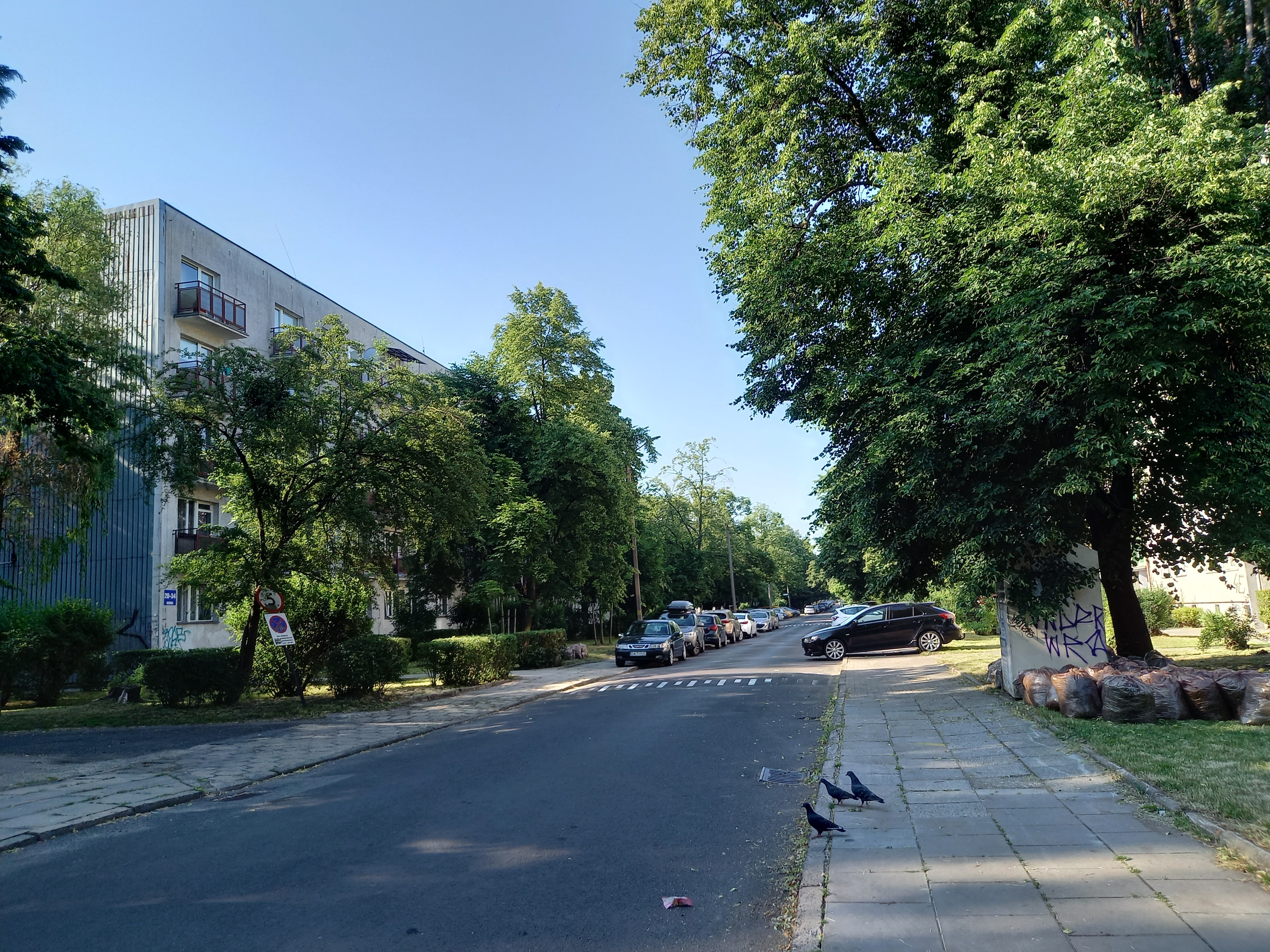
Odcinek północny

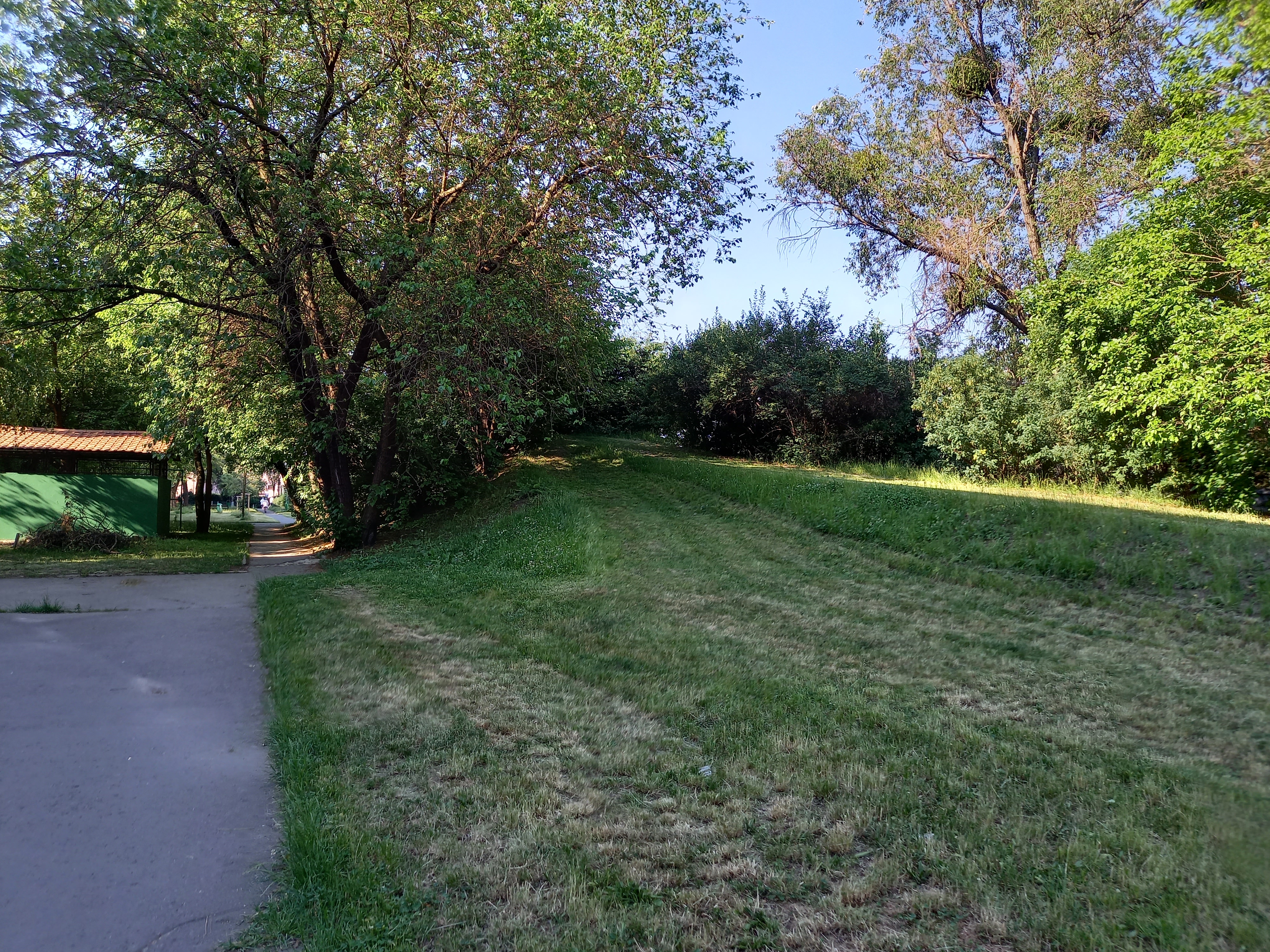
Podwórze przy ul. Bzowej 9-23

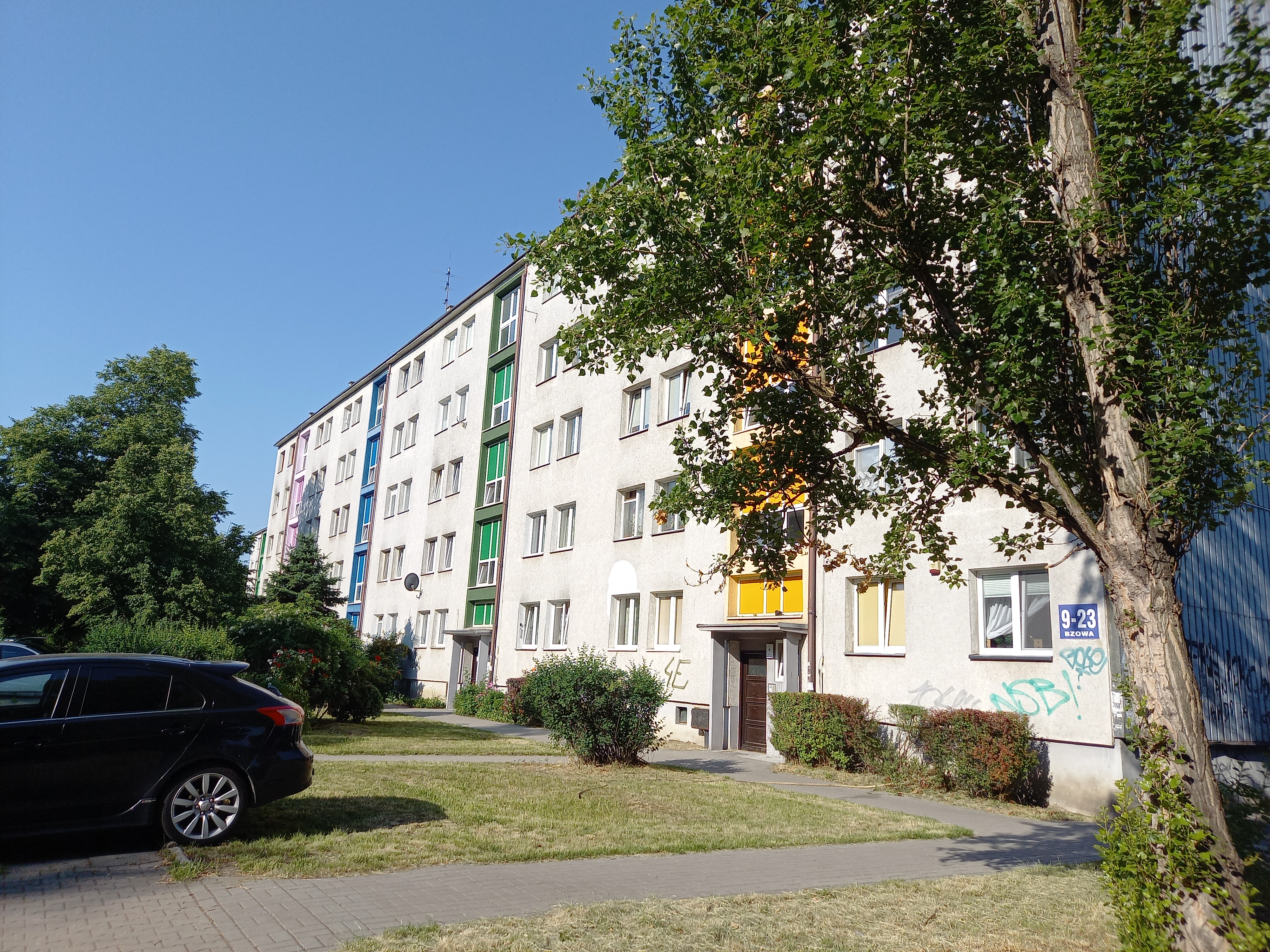
Ul. Bzowa 9-23

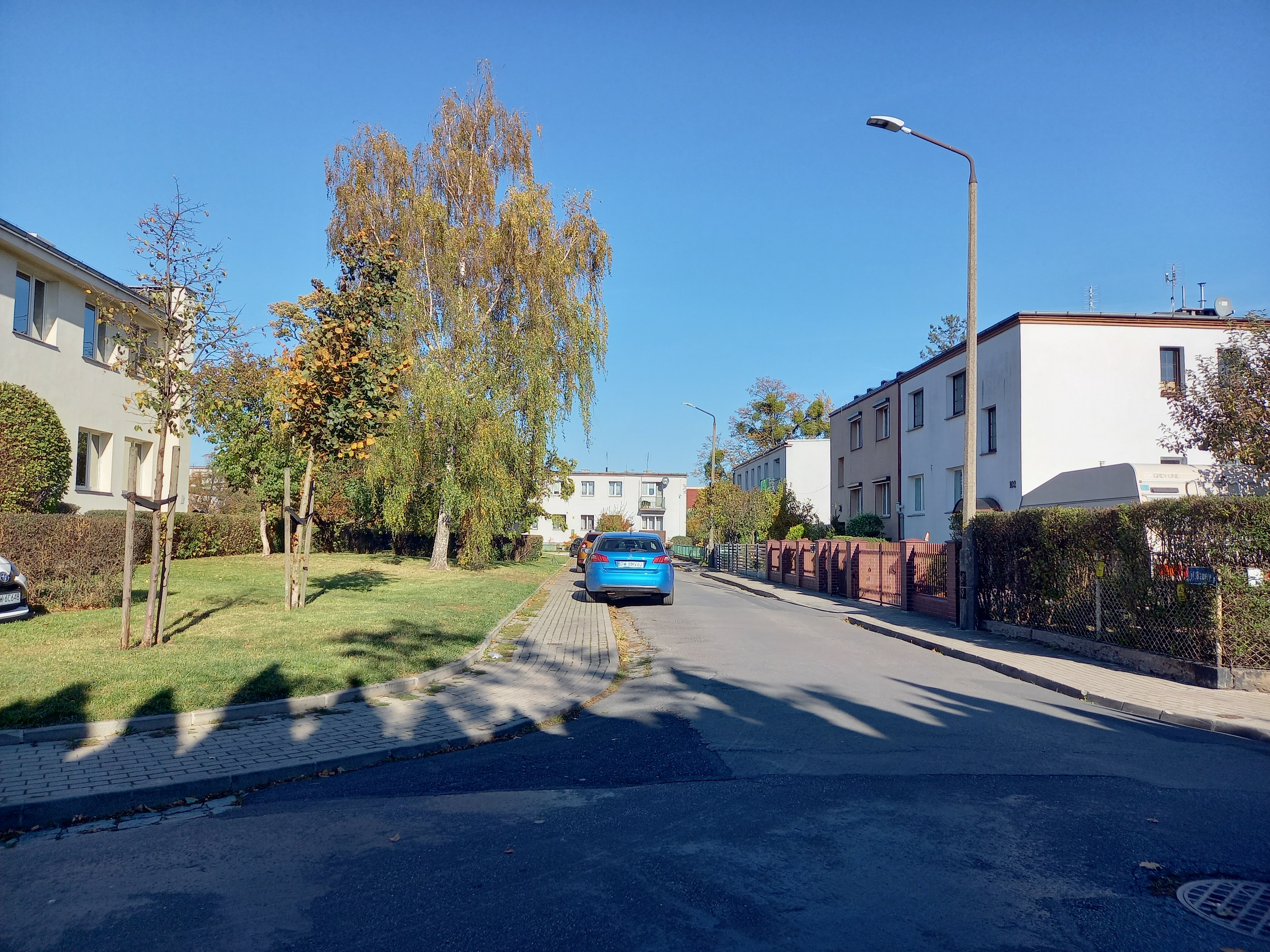
Ul. Bzowa 92-94, 96-98, 100-102

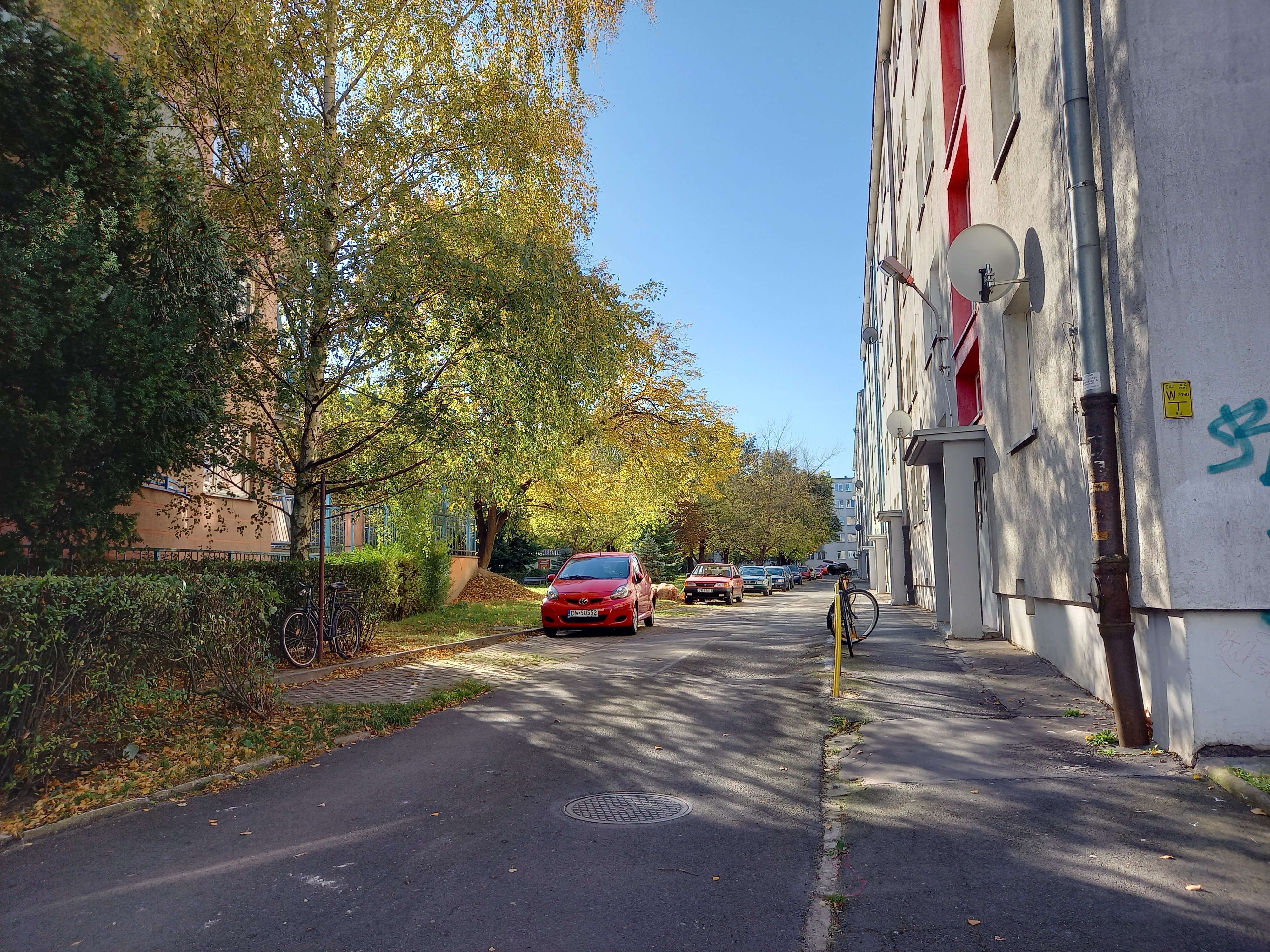
Droga wewnętrzna przy budynku ul. Bzowa 36-42

Ulica Bzowa – ulica położona we Wrocławiu na osiedlu Grabiszyn, w dawnej dzielnicy Fabryczna. Ulica ma 625 m długości i biegnie od ulicy Grabiszyńskiej do ulicy Makowej. Ulica ta wraz placem Bzowym powstała w ramach budowy Osiedla Mieszkaniowego Grabiszyn, prowadzonej w latach 1919-1926, jako centrum kompozycji tego osiedla typu street cum square, a sama ulica stanowiła główną oś całego założenia urbanistycznego. Przy ulicy znajduje się kilka zachowanych z tamtego okresu budynków ujętych w gminnej ewidencji zabytków.

## Historia
Wzdłuż współczesnej ulicy Grabiszyńskiej począwszy od dzisiejszej ulicy Bzowej do ulicy Klecińskiej położona była nowożytna wieś Grabiszyn. Wieś ta była tak zwaną wsią ogrodniczą. W tego typu wsiach prowadzono głównie uprawę warzyw i ziół, ale także kwiatów, czy wytwarzanie mleka i serów, co związane było z zaopatrywaniem w te produkty pobliskiego miasta. Wrocławskie wsie ogrodnicze zaliczano do wielkiego lub małego okręgu, przy czym Grabiszyn należał małego okręgu. W 1811 r. po sekularyzacji położone tu dobra przeszły na własność miasta. Na południe od wsi przebiegała stara droga polna, istniejąca od średniowiecza obiegająca parcele wsi Grabiszyn. Za nią do początku XX wieku istniały ogrody, sad (Eichborngarten) i rezydencja należące do Ludwiga Eichborna, patrycjusza i bankiera. W 1891 roku po wschodniej stronie opisanych terenów rozpoczęła się budowa tak zwanej Towarowej Obwodnicy Wrocławia. Linię uruchomiono w 1896 roku. Na początku XX wieku ogrody i sad zostały przekształcone w ogrody działkowe. Obszar obejmujący opisane miejsca przez które przebiega współczesna ulicy Bzowa włączony został w granice Wrocławia w 1911 r..
W 1919 powstała spółdzielnia Siedlungsgeselleschaft Eichborngarten (Spółdzielnia Osiedlowa Eichborngarten), działająca w ramach polityki spółdzielczości mieszkaniowej Republiki Weimarskiej. Nazwa tej spółdzielni nawiązywała bezpośrednio do miejsca budowy pierwszego osiedla na terenie ogródków urządzonych w miejscu wyżej opisanych ogrodów i sadu Eichborna. Inwestycja ta realizowana była w latach 1919–1926 na podstawie projektu Paula Heima powstałego przy współpracy z architektem Albertem Kempterem. Obejmowała obszar 30 ha rozciągający się pomiędzy aleją generała Józefa Hallera, ulicą Grabiszyńską i wyżej wspomnianymi torami kolejowymi. Osiedle przeznaczone było dla około 3700 mieszkańców. Zbudowano wówczas około 800 domów jedno- i wielorodzinnych, z ogrodami o powierzchni od 80 od 600 m². W rejonie samej ulicy Bzowej powstały niskie domy z ogrodami, charakteryzujące się prostokątnymi bryłami i spadzistymi dachami.
Zaprojektowane osiedle ogrodowe typu street cum square naśladowało angielskie wzorce kompozycyjne. Centrum układu urbanistycznego i kompozycyjnego tego osiedla stanowił plac (plac Bzowy) i główna oś całego założenia w postaci wychodzącej z tego placu ulicy (ulica Bzowa). Zarówno plac jak i ulica zagospodarowane były terenami zieleni. Przy południowym odcinku ulicy Bzowej powstały domy bliźniacze i czterorodzinne, o trzech kondygnacjach. Zabudowie tej przypisuje się „wiejski” charakter, dzięki ogrodom i połączeniu zabudowy mieszkalnej zaprojektowanej i wykonanej z charakterystycznymi dachami naczółkowymi, z budynkami gospodarczymi. Całość osiedla dopełniała obrzeżna zabudowa wielorodzinna przy obecnej alei generała Józefa Hallera. W 1921 r. wytyczono ulicę Inżynierską, na przedłużeniu ulicy Kruczej, przebiegającą prostopadle do ulicy Bzowej na śladzie istniejącej drogi.
W wyniku działań wojennych prowadzonych podczas oblężenia Wrocławia w 1945 r. znaczna część zabudowy uległa zniszczeniu. Ta część miasta została zdobyta przez Armię Czerwoną stosunkowo wcześnie, bo już w lutym 1945 r., kiedy to front dotarł w rejon ulicy Jemiołowej, a kolejne walki skutkowały zniszczeniami w dalej części miasta. W latach 70. XX wieku przy ulicy Inżynierskiej i przy północnym odcinku ulicy Bzowej powstała nowa zabudowa obejmująca pięciokondygnacyjne bloki mieszkalne.

## Nazwy
W swojej historii ulica nosiła następujące nazwy:
- Fliederweg, do 1946 r.[5][25]
- Bzowa, od 1946 r.[1][5][25].

Pierwotna, niemiecka nazwa ulicy pochodziła od słowa Flieder, które w tłumaczeniu na język polski oznacza bez. Współczesna nazwa ulicy została nadana przez Zarząd Wrocławia i ogłoszona w okólniku nr 33 z 15.05.1946 r..

## Układ drogowy
Do ulicy Bzowej przypisana jest droga gminna o długości 625 m, biegnąca od ulicy Grabiszyńskiej do ulicy Makowej (numer drogi 105947D, numer ewidencyjny drogi G1059470264011). Ulica ta na odcinku od ulicy Inżynierskiej do placu Bzowego jest drogą dwujezdniową, a przy samym placu rozdziela się na dwie drogi obejmujące plac po jego obu stronach, które łączą się z ulicą Makową. Dla odcinka ulicy Bzowej od ulicy Inżynierskiej do ulicy Makowej ustalono klasę dojazdową drogi. Szerokość drogi w liniach rozgraniczających na dwujezdniowym odcinku ulicy wynosi 25,5 m, a dla dróg okalających plac odpowiednio 7,5 oraz 8,0 m.
Ulica łączy się z następującymi drogami publicznymi, kołowymi oraz innymi drogami miejskimi:
| powiązanie                         | droga                                   | foto |
| ---------------------------------- | --------------------------------------- | ---- |
| skrzyżowanie, początek ulicy       | ulica Grabiszyńska torowisko tramwajowe |      |
| skrzyżowanie                       | ulica Różana                            |      |
| skrzyżowanie                       | ulica Inżynierska                       |      |
| rozwidlenie                        | plac Bzowy                              |      |
| skrzyżowanie zachodnie             | ulica Makowa klasy dojazdowej           |      |
| skrzyżowanie wschodnie             | ulica Makowa klasy dojazdowej           |      |
| kontynuacja /dla drogi zachodniej/ | ulica Słonecznikowa                     |      |

Ulica położona jest na dwóch działkach ewidencyjnych o łącznej powierzchni 26 388 m2.
| droga                                                   | jezdnie | działka                     | pole powierzchni | foto |
| ------------------------------------------------------- | ------- | --------------------------- | ---------------- | ---- |
| droga gminna od ul. Grabiszyńskiej do ul. Inżynierskiej | jedna   | nr 7 AM-25 obręb Grabiszyn  | 3952 m²          |      |
| droga gminna od ul. Inżynierskiej do ul. Makowej        | dwie    | nr 31 AM-26 obręb Grabiszyn | 5087 m²          |      |

Na całej ulicy jezdnie posiadają nawierzchnie z masy bitumicznej. Ulicą Bzową nie przebiegają jakiekolwiek linie transportu miejskiego. W ramach komunikacji miejskiej trasy przejazdów linii autobusowych wyznaczone są ulicą Inżynierską z przystankiem autobusowym położonym w pobliżu skrzyżowania z ulicą Bzową o nazwie "Inżynierska", oraz trasy przejazdów linii autobusowych i tramwajowych ulicą Grabiszyńską. Tu znajduje się przystanek tramwajowy o nazwie "Bzowa (Centrum Zajezdnia)" .
Ulica na niemal całej długości, z wyjątkiem skrzyżowań z ulicami Grabiszyńską i Inżynierską, znajduje się w strefie ruchu uspokojonego z ograniczeniem prędkości do 30 km/h i jest wskazana także dla ruchu rowerowego w powiązaniu z istniejącymi innymi ulicami w strefie oraz drogami rowerowymi biegnącymi wzdłuż ulicy Grabiszyńskiej. Na odcinku dwujezdniowym ulicy od ulicy Inżynierskiej do placu Bzowego wyznaczono także drogi rowerowe w obu kierunkach.

## Zabudowa i zagospodarowanie

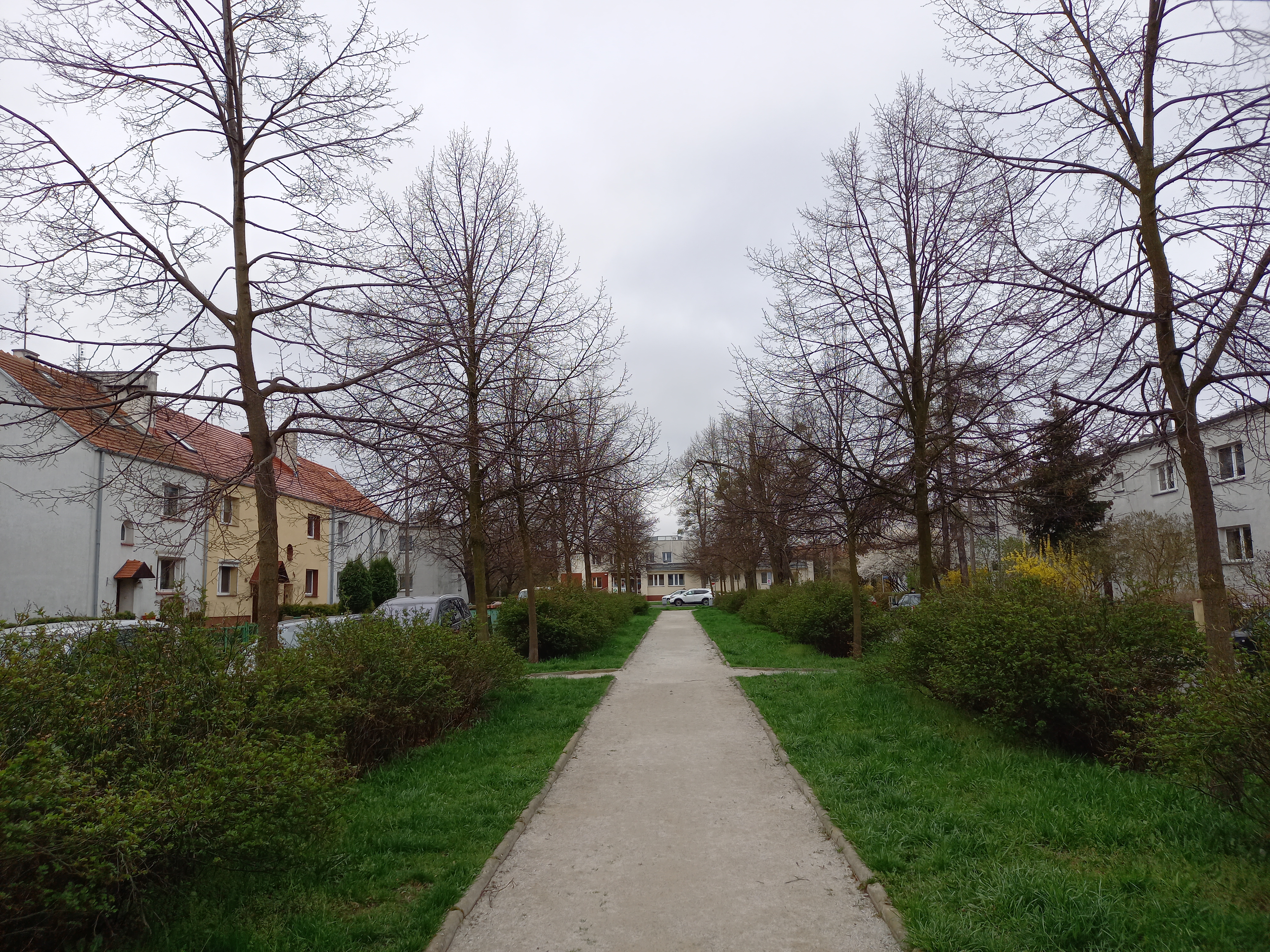
Oś widokowa na pl. Bzowy

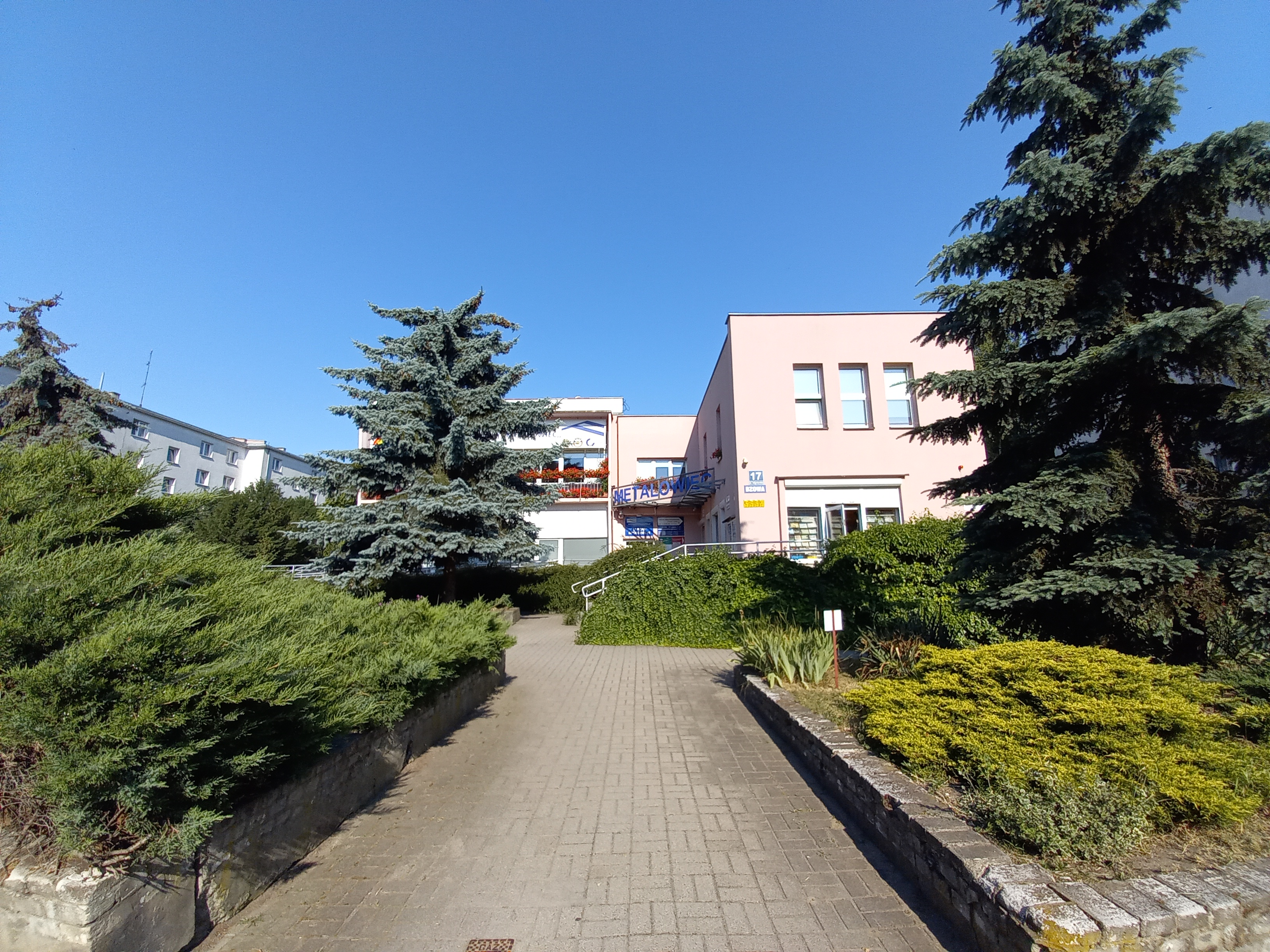
Pawilon ul. Inżynierska 17

Północny odcinek ulicy, obejmujący drogę od ulicy Grabiszyńskiej do ulicy Inżynierskiej, zabudowany jest pięciokondygnacyjnymi, powojennymi blokami mieszkalnymi, wieloklatkowymi, usytuowanymi równolegle do ulicy o numerach od 9 do 39 po stronie zachodniej i od 20 do 50 po stronie wschodniej. Za zabudową ulicy po stronie zachodniej, numery od 9 do 39, znajduje się położone przy ulicy Grabiszyńskiej 184 Centrum Historii Zajezdnia, zrealizowane w latach 2013–2016 w miejscu dawnej zajezdni. Tylko przy samej ulicy Inżynierskiej zabudowa ta zmienia swój charakter po stronie zachodniej, gdzie znajduje się pawilon biurowo-handlowy przy ul. Inżynierskiej 17, między innymi z apteką. Obiekt ma 2 kondygnacje nadziemne i 569 m² powierzchni zabudowy.
Południowy odcinek ulicy to natomiast zabudowa szeregowa i bliźniacza, zarówno przedwojenna, ujęta w gminnej ewidencji zabytków, jak i współczesna. Obejmuje ona numery od 65 do 91 po stronie zachodniej i od 76 do 102 po stronie wschodniej. Pewnym wyjątkiem jest blok mieszkalny przy ulicy Inżynierskiej 20-30 usytuowany prostopadle do ulicy Bzowej oraz budynek przychodni położony przy placu Bzowym 1, jedyny z przypisanym do tego placu numerem adresowym.
Sam plac Bzowy otoczony jezdniami ulicy Bzowej i ulicy Makowej ma powierzchnię 3367 m². Pas rozdzielający jezdnie ulicy na dwujezdniowym jej odcinku od ulicy Inżynierskiej do placu Bzowego, zagospodarowano jako teren zieleni, a jego przeznaczenie określono jako skwer z ciągiem pieszym i szpalerami drzew podlegających ochronie. Również jako teren z zielenią, w tym z zadrzewieniem, zagospodarowano teren wokół przychodni na placu Bzowym, jednak nie jest to przestrzeń publiczna. Sam budynek przychodni stanowi tu dominantę z akcentem architektonicznym, który dzięki swojej formie koncentruje uwagę obserwatorów na określonym elemencie tego obiektu z osi widokowej jaką jest ulica Bzowa. Budynek ma 2 kondygnacje nadziemne i 572 m² powierzchni zabudowy.
Współczesne osiedle, przez które przebiega ulica Bzowa, określane jako osiedle kameralne.
Ulica przebiega przez teren o wysokości bezwzględnej od 119,5 m n.p.m. (początek ulicy – północny kraniec w okolicach ulicy Grabiszyńskiej) do 123,5 m n.p.m. (koniec ulicy – południowy kraniec w okolicach ulicy Makowej).

## Demografia
Ulica przebiega przez trzy rejony statystyczne o wykazanej w poniższej tabeli gęstości zaludnienia i ilości zameldowanych osób, przy czym dane pochodzą z 31.12.2020 r.
| Rejon statystyczny nr | Ilość osób zameldowanych | Gęstość zaludnienia [lud./km²] | położenie |
| --------------------- | ------------------------ | ------------------------------ | --- |
| 930871                | 552                      | 5795                           | strona zachodnia: od ul. Grabiszyńskiej; numery 9-23                                                                                           |
| 930872                | 652                      | 9086                           | strona zachodnia: od numeru 25 do 39 (do ul. Inżynierskiej) strona wschodnia: od ulicy Grabiszyńskiej do ul. Inżynierskiej; od numeru 20 do 50 |
| 930910                | 539                      | 6121                           | obie strony od ulicy Inżynierskiej do ulicy Makowej numery od 65 do 91 i od 80 do 102                                                          |

## Ochrona i zabytki
Obszar, przez który przebiega ulica Bzowa, począwszy od ulicy Inżynierskiej w kierunku południowym, podlega ochronie i jest wpisany do gminnej ewidencji zabytków pod pozycją osiedle Grabiszyn. W szczególności ochronie podlega historyczny układ urbanistyczny osiedla w rejonie alei generała Józefa Hallera i alei Pracy, ulic Inżynierskiej, Różanej i linii kolejowej wraz z zespołami budowlanymi Hutmenu i dawnej zajezdni tramwajowej we Wrocławiu, kształtowany sukcesywnie od 1919 r. do początku lat 70. XX wieku. Stan zachowania tego układu ocenia się na dobry. Południowy, dwujezdniowy odcinek ulicy i plac leżą w granicach obszaru rehabilitacji istniejącej zabudowy i infrastruktury technicznej oraz w strefie ochrony konserwatorskiej obejmującej wyżej opisany układ urbanistyczny.
Przy ulicy i w najbliższym sąsiedztwie znajdują się następujące zabytki ujęte w gminnej ewidencji zabytków:
| obiekt, położenie                                                               | powstanie, rodzaj ochrony           | fotografia |
| ------------------------------------------------------------------------------- | ----------------------------------- | ---------- |
| strona zachodnia (północno-zachodnia)                                           |                                     |            |
| Budynek mieszkalny w zabudowie szeregowej (projekt Paul Heim) ulica Bzowa 65-71 | lata 1920-1930 rodzaj ochrony: inny |            |
| Budynek mieszkalny w zabudowie szeregowej (projekt Paul Heim) ulica Bzowa 89-91 | lata 1920-1930 rodzaj ochrony: inny |            |
| strona wschodnia (południowo-wschodnia)                                         |                                     |            |
| Budynek mieszkalny ulica Inżynierska 16-18                                      | lata 1920-1930 rodzaj ochrony: inny |            |
| Budynek mieszkalny w zabudowie szeregowej (projekt Paul Heim) ulica Bzowa 76-82 | lata 1920-1930 rodzaj ochrony: inny |            |
| Budynek mieszkalny w zabudowie szeregowej (projekt Paul Heim) ulica Bzowa 84-90 | lata 1920-1930 rodzaj ochrony: inny |            |

## Baza TERYT

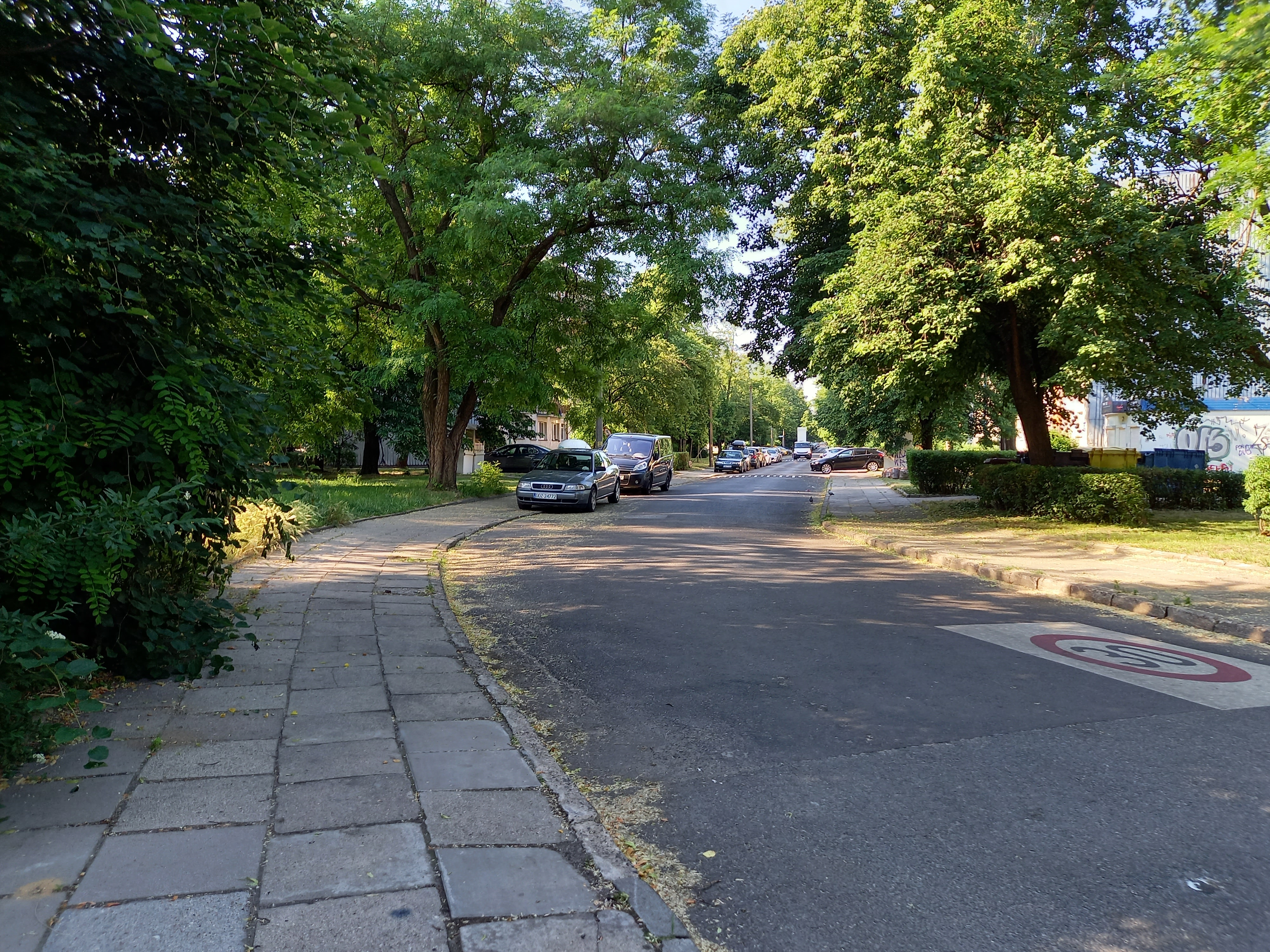
Od ul. Grabiszyńskiej

Dane Głównego Urzędu Statystycznego z bazy TERYT, spis ulic (ULIC):
- województwo: DOLNOŚLĄSKIE (02)
- powiat: Wrocław (0264)
- gmina/dzielnica/delegatura: Wrocław (0264011) gmina miejska; Wrocław-Fabryczna (0264029) delegatura
- Miejscowość podstawowa: Wrocław (0986283) miasto; Wrocław-Fabryczna (0986290) delegatura
- kategoria/rodzaj: ulica
- Nazwa ulicy: ul. Bzowa (02532).